# Theodor Probstmayr

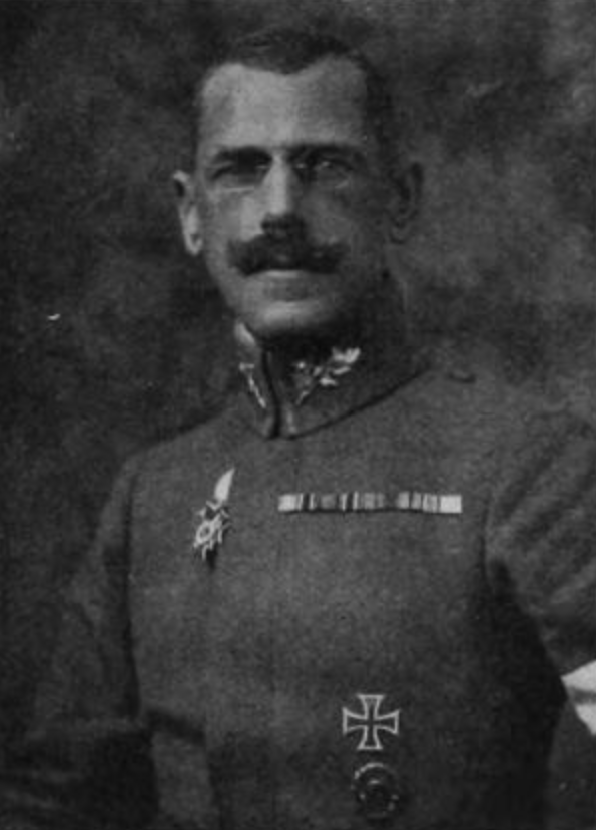
Theodor Probstmayr (nach 1918)

Theodor Karl Wilhelm Kamille Probstmayr (* 2. Februar 1871 in München) war ein bayerischer Oberstleutnant sowie Führer eines nach ihm benannten Freikorps in der frühen Weimarer Republik.

## Leben

### Herkunft und Familie
Probstmayr war Sohn des Wilhelm Probstmayr und dessen Ehefrau Louise, geborene Schultheiß († 1900). Sein Vater wirkte von 1867 bis 1877 als Direktor der Zentral-Tier-Arznei-Schule in München. Er hatte eine Schwester namens Wilhelmine. Er heiratete am 21. Juni 1920 in München Beatrice Szelinski, Tochter von Paul Szelinski, Direktor der Münchner Rückversicherungs-Gesellschaft.

### Karriere
Probstmayr besuchte das Kadettenkorps in München und wurde am 22. Juli 1890 als Portepeefähnrich im Infanterie-Leib-Regiment der Bayerischen Armee angestellt. Nach dem Erwerb der Offiziersreife avancierte er am 5. März 1892 zum Sekondeleutnant. Unter Beförderung zum Oberleutnant erfolgte am 7. März 1900 seine Versetzung in das 18. Infanterie-Regiment „Prinz Ludwig Ferdinand“. Dort diente Probstmayr von Dezember 1900 bis Mai 1906 als Regimentsadjutant, rückte Anfang März 1907 zum Hauptmann und Ende des Monats zum Kompaniechef auf. Nach seiner Beförderung zum überzähligen Major am 7. Januar 1914 kam er Mitte März des Jahres zum Regimentsstab.
Zum Beginn des Ersten Weltkriegs war Probstmayr zunächst Kommandeur des Ersatz-Bataillons seines Regiments. Am 15. August 1914 trat er als Kommandeur des II. Bataillons zum 4. Landwehr-Infanterie-Regiment über und nahm an den Kämpfen in Lothringen, bei Nancy, Épinay sowie Lagarde teil. Ab Ende September 1914 lag er in Stellungskämpfen bei Blamont. Ende November 1914 wurde Probsmüller mit dem Militärverdienstorden IV. Klasse mit der Krone und mit Schwertern ausgezeichnet und im April 1915 erhielt er die Erlaubnis zur Annahme des Eisernen Kreuzes I. Klasse. Vom 1. März bis zum 11. Oktober 1918 war er Kommandeur des 1. Landwehr-Infanterie-Regiments und führte anschließend über das Kriegsende hinaus das 4. Infanterie-Regiment „König Wilhelm von Württemberg“. Nach der Räumung des besetzten Gebietes an der Westfront kam der Verband beim Grenzschutz in Bayern zum Einsatz. Da die ehemalige Garnison Metz nunmehr wieder zu Frankreich gehörte, wurde das Regiment ab dem 3. Dezember 1918 im Raum Mellrichstadt demobilisiert.
Aus Teilen bildete sich am 1. April 1919 ein Freiwilligen-Bataillon, dass am 11. April 1919 als I. Bataillon zum insgesamt 500 Mann starken Detachement „Probstmayr“ trat. Zu den Mitgliedern zählten u. a. Hubertus-Maria von Heigl, Wilhelm Gareis, Hans Kreppel, Lorenz Volz, Anton Mündler und der geistliche Betreuer Anton Foohs. Im Verbund mit dem Freikorps „Hierl“ beteiligte sich Probstmayr mit seinem Detachement im Rahmen der Kämpfe gegen die Münchner Räterepublik an der „Eroberung“ von Augsburg und sicherte somit einen wichtigen Transportweg nach München. Er wirkte auch bei der „Eroberung“ von München, wobei er drei Tote und zahlreiche Verwundete zu beklagten hatte.
Sein Detachement wurde schließlich in das bayerische Kontingent der Reichswehr eingegliedert und bildete das II. Bataillon des Reichswehr-Infanterie-Regiments 45, aus dem das 21. (Bayerisches) Infanterie-Regiment hervorging. Damit endete Probstmayrs Zeit als Freikorpsführer. Er schied zum 21. Februar 1920 mit Pension, der Erlaubnis zum Tragen der Uniform des 18. Infanterie-Regiments „Prinz Ludwig Ferdinand“ und dem Charakter als Oberstleutnant mit Dienstalter vom 28. September 1919 aus dem Militärdienst aus.